# Xavier de Ravignan

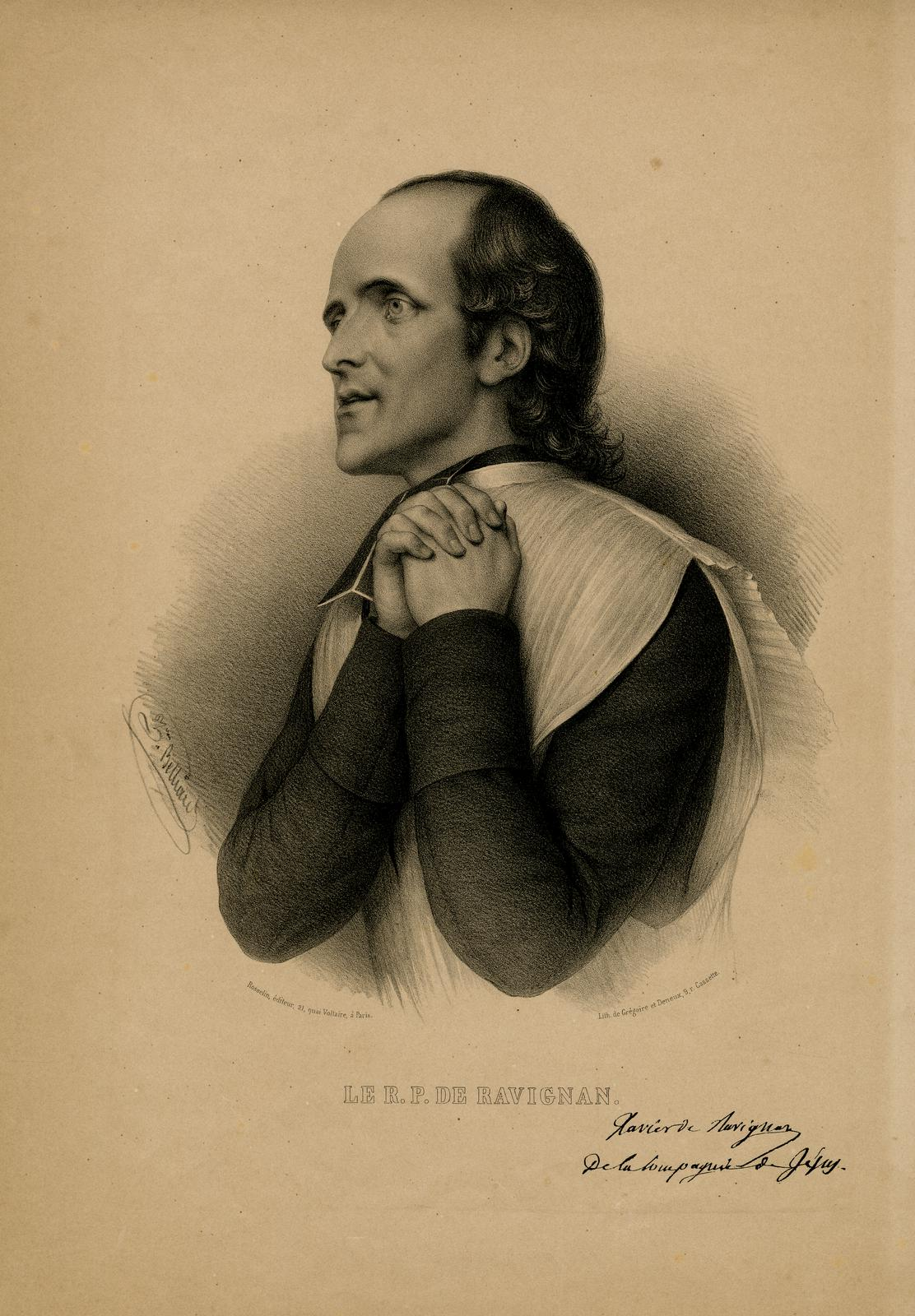
Xavier de Ravignan

Gustave-François-Xavier de la Croix de Ravignan, född den 1 december 1795 i Bayonne, död den 26 februari 1858 i Paris, var en fransk jesuitpräst, själasörjare, författare och predikant.
Ravignan beträdde den juridiska banan med de största utsikter till en lysande framtid. Vid appellationsdomstolen i Paris erhöll han 1817–1822 en ovanligt snabb befordran, men sistnämnda år nedlade han sitt ämbete och inträdde i prästseminariet Saint Sulpice samt kort därefter i jesuitorden, där han prästvigdes 1828. Först 1835 uppträdde han som andlig talare. Han hade i ett tillbakadraget liv, främst i Schweiz, förberett sig till predikokallet, som han sedermera på ett glänsande sätt utövade i de flesta större städer i Frankrike, men även i Rom och London. Den största ryktbarheten beredde honom hans föredrag 1837–1846 i katedralen i Paris, dit hans varma och okonstlade vältalighet lockade tusentals åhörare ur alla samhällsklasser. Dessa föredrag utkom under titlarna Conférences (1859; 6:e upplagan 1904) och Entretiens spirituels (1859; 7:e upplagan 1884). Som försvarare av den då förföljda jesuitorden utgav han en uppseendeväckande skrift, De l'existence et de l'institut des Jésuites (1844; 10:e upplagan 1901).